# Elfego Baca
Elfego Baca (Socorro, 10 febbraio 1865 – Albuquerque, 27 agosto 1945) è stato un pistolero statunitense.

## Biografia
Nel corso della sua vita fu dapprima un uomo di legge e, in seguito, grazie alla fama acquisita, avvocato e politico. Dopo la sua nascita la famiglia andò a vivere a Topeka, nel Kansas. Nel 1880, alla morte della madre, la famiglia si trasferì a Belen, New Mexico, dove suo padre ricoprì l'incarico di city-marshall. La sua notorietà è dovuta ad uno scontro a fuoco passato alla storia come la sparatoria di Frisco, New Mexico, che ebbe inizio il giorno 29 ottobre 1884.
Quel giorno, pur non avendo ancora alcun incarico ufficiale come uomo di legge, Baca arrestò un cowboy di nome Charlie McCarty per ubriachezza molesta, in una parte della città allora nota come Lower San Francisco Plaza. Secondo alcuni presenti, l'arresto non fu legittimo e un gruppo di circa 70 cowboy, amici di McCarty, decisero di andare a liberarlo dal luogo in cui era trattenuto in custodia. Alla richiesta di lasciare libero il cowboy arrestato, Baca oppose un netto rifiuto e ne scaturì una sparatoria che durò quasi due giorni, durante la quale furono sparati migliaia di colpi di armi da fuoco. Baca riuscì a tenere testa ai cowboy per tutto il tempo, rispondendo al fuoco e uccidendo quattro dei suoi nemici, ferendone almeno altri otto. Dopo circa 33 ore di scontro a fuoco, Baca si arrese e uscì di casa senza neppure un graffio.
Nel maggio 1885, Baca venne incriminato e processato per la morte di uno dei cowboy deceduto nel corso della sparatoria ma venne scagionato per aver agito per legittima difesa. Per provare la sua innocenza, il suo avvocato portò in tribunale la porta d'ingresso del locale in cui Baca si trovava al momento della sparatoria. Nel legno si contavano i fori di oltre 400 colpi di arma da fuoco.
In seguito alla notorietà acquisita, Baca venne eletto sceriffo della contea di Socorro ed ebbe un ruolo importante nella cattura di molti fuorilegge che si aggiravano in quei territori. Nel 1888 venne nominato U.S. Marshall e nel 1894 iniziò ad esercitare la professione di avvocato.
Nel 1912 il New Mexico divenne uno degli stati degli U.S.A. e Baca si presentò candidato per l'elezione di governatore ma venne sconfitto. Dal 1913 al 1916, ebbe un incarico come ufficiale di collegamento degli U.S.A. durante la Rivoluzione messicana. Allo scoppio della prima guerra mondiale (1915-1918) si presentò come volontario per combattere in Europa ma la sua domanda non venne accolta a causa della sua età. Terminerà la sua carriera come investigatore per conto del governatore del New Mexico.
Nel 1936, alcuni anni prima della sua scomparsa, Baca venne intervistato da Janet Smith. Nel corso dell'intervista Baca dichiarò: "nella mia vita non ho mai voluto uccidere nessuno ma se qualcuno aveva in mente di uccidere me allora avrei sparato io per primo".